# Salam Al-Marayati
 (novembre 2017).
Si vous disposez d'ouvrages ou d'articles de référence ou si vous connaissez des sites web de qualité traitant du thème abordé ici, merci de compléter l'article en donnant les références utiles à sa vérifiabilité et en les liant à la section « Notes et références ».
 (novembre 2017).
Salam Al-Marayati (né à Bagdad en 1960) est un citoyen américain, il est le directeur exécutif du Muslim Public Affairs Council, une organisation islamique américaine basée à Los Angeles. Connu pour ses propos radicaux, il a notamment accusé Israël d'être derrière les attentats du 11 septembre 2001. Plus récemment il a mis en garde le gouvernement américain, déclarant que la guerre contre le terrorisme menée par l'administration Bush risquait d'engendrer des terroristes sur le sol américain.
Selon Daniel Pipes, fondateur du Forum du Moyen-Orient, Salam Al-Marayati est une personne dangereuse en ce sens qu'il tente de légitimer le terrorisme et le jihad.